# 围棋少女
《围棋少女》（法語： / 英語：）是法国华裔女作家山飒于2001年出版的法语爱情小说，其简体中文版本由春风文艺出版社在2002年于中国大陆出版发行。

## 故事简介
本书以抗日戰爭為背景，講述了在日本占領滿洲期間，一位擅長圍棋的16歲中國少女與一位偽裝成中國人的日本軍官相愛的故事。

## 衍生改编

### 戏剧版
2004年9月3日，由剧作家约翰内斯·凯茨勒（Johannes Kaetzler）和格哈德·塞德尔（Gerhard Seidel）联合改编的《围棋少女》舞台剧于德国科隆的自由工坊剧场首演，该剧获2004年科隆戏剧奖提名。

### 电影版
2005年，中国导演陆川就表示希望改编并执导《围棋少女》。 2015年，刘亦菲被传闻将主演该电影。

## 出版信息
| 出版名   | 出版地区 | 出版社         | 出版语言 | 译者            | 出版年份 | 国际标准书号    |
| -------- | -------- | -------------- | -------- | --------------- | -------- | --------------- |
|          | 法國     | 格拉塞出版社   | 法语     | 不適用          | 2001年   | ISBN 2246797888 |
| 围棋少女 | 中国     | 春风文艺出版社 | 简体中文 | 赵英男          | 2002年   | ISBN 7531323095 |
|          | 英国     | 查托与温都斯   | 英语     | 阿德里安娜·亨特 | 2003年   | ISBN 0701174005 |
|          | 美国     | 克诺夫出版社   | 英语     | 阿德里安娜·亨特 | 2003年   | ISBN 1400040256 |

## 奖项荣誉
- 龚古尔中学生奖（法语：Prix Goncourt des Lycéens）（2001年）[4]

- 中国女性文学奖（2003年）[5]

- 桐山奖（虚构叙事类）（2004年）[6]